# Spathoglottis umbraticola
Spathoglottis umbraticola är en orkidéart som beskrevs av Leslie Andrew Garay. Spathoglottis umbraticola ingår i släktet Spathoglottis och familjen orkidéer.
Artens utbredningsområde är Papua Nya Guinea. Inga underarter finns listade i Catalogue of Life.